# Ectromachernes
Genre
Ectromachernes est un genre de pseudoscorpions de la famille des Withiidae.

## Distribution
Les espèces de ce genre se rencontrent en Afrique subsaharienne.

## Liste des espèces
Selon Pseudoscorpions of the World (version 3.0) :
- Ectromachernes elegans Beier, 1964
- Ectromachernes lamottei Vachon, 1952
- Ectromachernes mirabilis Beier, 1944
- Ectromachernes rhodesiacus Beier, 1964

## Publication originale
- Beier, 1944 : Über Pseudoscorpioniden aus Ostafrika. Eos, vol. 20, p. 173-212 (texte intégral).